# HD 31069
HD 31069，又名BD+43 1116，SAO 39851、HR 1558，是一颗恒星，视星等为6.08，位于銀經161.81，銀緯0.32，其B1900.0坐标为赤經4h 47m 40.4s，赤緯+43° 0.32′ 52″。